# 안정수
안정수(安正洙, 1951년 - )는 조선민주주의인민공화국의 정치인이다. 내각 경공업상 겸 조선로동당 중앙위원회 정치국 위원이다. 최고인민회의 제12기 대의원이다.

## 경력
2010년 6월이후 내각 경공업상을 맡고 있다. 2010년 9월, 조선로동당 중앙위원회 위원에 선임되었다.

## 최고인민회의 대의원
2010년 6월 보궐선거를 통해 최고인민회의 제12기 대의원으로 선출되었다.

## 기타
2010년 조명록, 2011년 김정일 사망 당시에 국가장의위원회 위원을 맡았다.

## 같이 보기
- 조선민주주의인민공화국의 정치